# Desmocladus myriocladus
Desmocladus myriocladus är en gräsväxtart som först beskrevs av Ernest Friedrich Gilg, och fick sitt nu gällande namn av Barbara Gillian Briggs och Lawrence Alexander Sidney Johnson. Desmocladus myriocladus ingår i släktet Desmocladus och familjen Restionaceae. Inga underarter finns listade i Catalogue of Life.